# 대전광역시체육회
대전광역시체육회(大田廣域市體育會, Daejeon Sports Council)는 대전광역시의 학교체육 및 생활 체육의 진흥, 시민 건강과 체력 증진, 여가 선용 및 복지 향상 등을 위하여 대한체육회 산하에 설치된 기관이다.
체육회장은 총회에서 대전광역시장이 추대하거나, 회장선출기구에서 선출한다.

## 연혁
- 1989년 1월 1일: 대전직할시체육회 설립
- 1995년 1월 1일: 대전광역시체육회로 변경

## 조직
회장
- 사무처
  - 체육경영부
  - 전문경영부
  - 생활체육부

### 지부
- 대덕구체육회
- 동구체육회
- 서구체육회
- 유성구체육회
- 중구체육회